# Dracula chestertonii
Dracula chestertonii é uma espécie de orquídea epífita de crescimento cespitoso cujo gênero é proximamente relacionado às Masdevallia, parte da tribo Pleurothallidinae. Esta espécie é originária do oeste da Colômbia, onde habita florestas úmidas e nebulosas.
Pode ser diferenciada das espécies mais próximas por apresentar sépalas maculadas de marrom escuro curvadas para trás recobertas de verrugas pretas, e pelo grande labelo rosado que lembra um cogumelo rugoso sobre o qual aparecem estruturas avermelhadas.